# Nicole Klein
Pour les articles homonymes, voir Klein.
Nicole Klein, née Nicole Kochen, le 29 février 1952 à Boulogne-Billancourt, est une haute fonctionnaire française.
Elle débute comme documentaliste à La Documentation française, puis elle entre à l'ENA puis passe et progresse au sein du corps préfectoral. Elle alterne ensuite selon les partis au pouvoir entre, d'une part, des fonctions en ministère, notamment dans la culture et la communication où elle est directrice de cabinet du ministre puis membre du cabinet du Premier ministre, et, d'autre part, des fonctions en région. Elle dirige en particulier la mise en place d’une nouvelle structure dans le domaine de la Santé, les agences régionales de santé (ARS), en Aquitaine et gère à ce titre une crise sanitaire majeure provoquée la bactérie Escherichia coli, qui fait la Une de l’ensemble des médias.
Revenue en Île-de-France, comme préfète de Seine-et-Marne, elle est également sollicitée par le ministre François Lamy pour participer à la redéfinition de la politique de la ville. En mars 2017, elle est nommée préfète de région et préfète de la Loire-Atlantique, dans un territoire marqué par un projet d'aménagement devenu conflictuel, le projet d'aéroport du Grand Ouest. Elle est nommée directrice de cabinet du ministre d’État, ministre de la transition écologique et solidaire le 1er novembre 2018.
La directrice de cabinet de François de Rugy est épinglée le 10 juillet 2019 par Mediapart. Le HLM de cette dernière serait inoccupé depuis plus de 10 ans. Le lendemain, elle est limogée.

## Parcours

### Parcours initial en ministères et dans le corps préfectoral
Licenciée ès Lettres, diplômée de l'Institut d'études politiques de Paris et de l’université de Simmons à Boston (Massachusetts) où elle obtient un master en sciences de l’information, Nicole Kochen commence sa carrière comme documentaliste à La Documentation française entre 1976 et 1983. Après un passage par l’École nationale d’administration (promotion Fernand Braudel, 1985-1987), elle est nommée en 1987 administratrice civile de 2e classe affecté au ministère de l’intérieur. Elle a ensuite été détachée en qualité de sous-préfète de 2e classe, directrice du cabinet du commissaire de la République du département du Gard entre août 1987 et juillet 1989.
Nommée en 1989 chef de cabinet de Catherine Tasca, ministre déléguée de la communication auprès du ministre de la culture, de la communication, des grands travaux et du bicentenaire (Jack Lang), elle a ensuite été chargée de mission au cabinet du Premier ministre, Michel Rocard, entre septembre 1990 et mai 1991, chargée du droit des femmes. Entre juillet 1991 et 1993, Nicole Klein revient au ministère de la culture, toujours dirigé par Jack Lang, comme chef du département de la diffusion et de l’insertion professionnelle à la Direction de la musique et de la danse.
En mars 1993, la droite revient au gouvernement. Elle quitte les cabinets ministériels et se voit proposer comme point de chute la Banque mondiale. Elle est détachée à la Banque mondiale à Washington, en tant que spécialiste en gestion des services publics dans le département technique de la région Afrique. En août 1995, elle revient en France, dans la préfectorale comme sous-préfète à Carpentras. Avec le retour de la gauche au gouvernement, et Jospin comme Premier ministre, elle se voit proposer à nouveau un poste dans les équipes ministérielles. Elle rejoint le ministère de l’Intérieur comme chef du service de l’information et des relations publiques de septembre 1997 à novembre 2000.
Elle repart ensuite en préfectorale comme secrétaire générale de la préfecture de la Loire-Atlantique de novembre 2000 à janvier 2002. En janvier 2002, et cette fois sous un gouvernement de droite, elle est nommée à Paris, mais dans un domaine entièrement nouveau : elle devient adjointe au directeur général de l’urbanisme, de l’habitat et de la construction, sous l’autorité conjointe des ministères de l’Équipement et du Travail. Le 27 septembre 2005, Nicole Klein est nommée inspectrice générale de l’Équipement.
Entre janvier 2006 et juin 2008, elle est préfète déléguée pour l’égalité des chances auprès du préfet du Nord-Pas-de-Calais, avant d’être nommée le 27 juin 2008 préfète des Hautes-Alpes,.

### Chargée de la réforme des organisations sanitaires en Aquitaine
Dans le cadre de la mise en place de la loi Bachelot du 21 juillet 2009 dite « Hôpital, patients, santé et territoire », elle est désignée, le 1er octobre 2009, responsable préfiguratrice de l’Agence régionale de santé d’Aquitaine, une structure nouvelle (avec comme collègue dans la même fonction pour l’Île-de-France, un ancien ministre de la Santé, Claude Évin). 
Elle devient logiquement directrice de l'ARS le 1er avril 2010,. À ce titre, elle a la charge de la modernisation de l'organisation sanitaire dans cette région Aquitaine, et est l'interlocuteur du monde hospitalier, public et privé, des structures médico-sociales, des préventions des addictions, du handicap, etc.. Elle participe au premier anniversaire de ces agences régionales de santé, marqué par un colloque à Marseille . Et peu de temps après, en juin 2011, elle est confrontée dans le territoire dont elle a la charge à une contamination majeure par la bactérie Escherichia coli, qui conduit à l'hospitalisation en urgence de sept personnes, générant une inquiétude. Elle prend en main la communication des pouvoirs publics sur cette épidémie dont la presse régionale et nationale se fait largement écho, anime des points presse réguliers et enclenche une recherche de traçabilité
,
,
,
,
.

### Aménagement du territoire et politique de la ville
Elle a pris les fonctions de préfète de Seine-et-Marne le 30 juillet 2012. Depuis le 30 octobre 2012, elle a été nommée également coprésidente du groupe de travail sur la géographie prioritaire au ministère délégué à la Ville, l'autre coprésident étant le sénateur Claude Dilain. Cette instance de concertation, mise en place par François Lamy, doit redéfinir les zones bénéficiant de crédit au titre de la politique de la ville en France, avec un zonage se substituant à l’enchevêtrement de zonages actuels : zones urbaines sensibles (loi d'aménagement du territoire de 1995) se redécoupant en zones de redynamisation urbaine et en zones franches urbaines, quartiers de la rénovation urbaine définis en 2003 dans le Programme national de rénovation urbaine, et Contrats urbains de cohésion sociale mis en place en 2006.
Le 30 juillet 2014, elle est nommée préfète du département de la Somme et préfète de la région Picardie.
Au 1er janvier 2016, elle devient préfète de la Seine-Maritime et de la région Normandie .
Le 6 mars 2017, quelques semaines avant la présidentielle, elle est promue préfète de la Loire-Atlantique et de la région Pays de la Loire. Elle a à ce titre la charge du maintien de l'ordre et de l'application des choix politiques sur le projet d'aéroport du Grand Ouest, et, à la suite de la décision gouvernementale de juin 2017 d'abandonner le projet sur Notre-Dame-des-Landes pour réaménager l'aéroport existant de Nantes-Atlantique, de gérer la transition de la ZAD autour du site initialement envisagé. Elle fait l'objet de menaces et se fâche avec des élus locaux dont le président du Département Loire-Atlantique : « Qui l'aurait fait ? Personne ne veut prendre ma place », indique-t-elle alors au quotidien Ouest-France. Depuis 2018, elle appartient au Comité pour l'histoire préfectorale.

### Au cabinet de François de Rugy
Alors que sa retraite professionnelle était prévue fin novembre 2018, elle demande à être relevée de ses fonctions fin octobre en vue de devenir directrice de cabinet de François de Rugy, nouveau ministre de l'Environnement.
En juillet 2019, elle est mise en cause par Mediapart pour avoir occupé un logement HLM depuis 2001 à Paris, et conservé ce logement, de 2006 à 2018, alors qu’elle n’habitait plus la capitale. François de Rugy lui demande alors de quitter ses fonctions de directrice de cabinet au sein du ministère,. Quelques jours plus tard, elle estime que le ministre a « voulu sauver sa tête en offrant la mienne », puis elle met en cause la personnalité de François de Rugy en l'illustrant par les conditions de son départ.

## Récompenses et distinctions

### Décorations
- Officière de la Légion d'honneur Elle est faite chevalière le 13 juillet 2011[32]
- Commandeure de l'ordre national du Mérite le 13 mai 2016[33]
  -  Officière de l'ordre national du Mérite le 13 mai 2005[34]
  -  Chevalière de l'ordre national du Mérite le 8 avril 1998
- Officière de l'ordre des Arts et des Lettres, promue le 10 février 2016[35].